# 格拉纳达战争
格拉纳达战争（西班牙語：Guerra de Granada）是在1482年至1492年在伊比利亚半岛收復失地運動中的一系列战役。此时是伊莎贝拉一世和费尔南多二世在位时期，对抗奈斯尔王朝的格拉納達酋長國。它以格拉纳达的失败及其被卡斯蒂利亚（Castile）的吞并而告终，结束了所有的伊比利亚半岛上的伊斯兰统治。格拉納達酋長國是穆斯林在伊比利亚半岛最后的王朝，共经历了2个世纪。
主要的战役有：馬拉加之圍 (1487年)，巴萨之圍 (1489年)，和在格拉纳达的最后一战。